# 孤雲寺
孤雲寺（こうんじ、コウンサ、고운사）は、大韓民国慶尚北道義城郡にある仏教寺院。韓国仏教の最大勢力宗派である曹渓宗（大韓仏教曹渓宗）の第16教区本寺。韓国最古の木造建物の一つである極楽殿（国宝第15号）がある鳳停寺は、孤雲寺の末寺である。

## 沿革
681年（新羅神文王元年）に義湘が創建した。最初は高雲寺だったが、新羅時代末期、駕雲楼と雨華楼をつくった崔致遠の号である孤雲にちなみ、孤雲寺に改名した。高麗時代の930年（太祖13年）、雲住禅師が重修した。
李氏朝鮮の時代、太宗による1407年（太宗7年）の仏教弾圧の際、存続を許された88寺院の中に孤雲寺の名前はなく、廃寺になったようである。 世宗による1424年（世宗6年）の仏教弾圧の際も、存続を許された36寺院の中に名前はなく、引き続き廃寺のままだったようである（朝鮮の仏教#李氏朝鮮時代の仏教弾圧）。
1668年（顕宗9年）、克成・勝黙・徳宗によって重修された。1803年（純祖3年）の火災のあと、翌年に住持文察が重創を行った。1835年（憲宗元年）の火災のあと、大雄殿や金堂を再建した。現在の建物は1835年に再建されたものである。
日本統治時代の1911年、寺刹令施行規則（7月8日付）によって、朝鮮三十本山に指定された（1924年以降は朝鮮三十一本山）。
2025年3月韓国山火事にて焼失した。なお、寺の有形文化遺産・石造如来坐像は別の場所に移動していたため無事だった。